# Tywardreath
Tywardreath – wieś w Anglii, w Kornwalii. Leży 66 km na północny wschód od miasta Penzance i 345 km na zachód od Londynu.